# ديريك فوران
ديريك فوران (بالإنجليزية: Derek Foran)‏ (9 أكتوبر 1989 في جمهورية أيرلندا - ) هو لاعب كرة قدم أيرلندي في مركز الدفاع. لعب مع باتريك أتلتيك ونادي دوندالك ونادي سليغو روفرز ونادي شامروك روفرز ونادي ساكارامينتو ريببلك وBray Wanderers F.C. ‏.

## وصلات خارجية
- ديريك فوران على موقع قاعدة بيانات كرة القدم.إي يو (الإنجليزية)
- ديريك فوران على موقع Soccerway.com (الإنجليزية)
- ديريك فوران على موقع AS.com (الإسبانية)